# Аджимское сельское поселение
Аджимское сельское поселение — муниципальное образование в составе Малмыжского района Кировской области России.
Центр — село Аджим.

## История
Аджимское сельское поселение образовано 1 января 2006 года согласно Закону Кировской области от 07.12.2004 № 284-ЗО.

## Население
| 2010 | 2012 | 2013 | 2014 | 2015 | 2016 | 2017 |
| ---- | ---- | ---- | ---- | ---- | ---- | ---- |
| 931  | ↘906 | ↘871 | ↘838 | ↘810 | ↘805 | ↘789 |
| 2018 | 2019 | 2020 | 2021 |      |      |      |
| ↘766 | ↘742 | ↘723 | ↘671 |      |      |      |

## Состав сельского поселения
В состав сельского поселения входят 5 населённых пунктов
| № | Населённый пункт | Тип населённого пункта       | Население |
| - | ---------------- | ---------------------------- | --------- |
| 1 | Аджим            | село, административный центр | 475       |
| 2 | Верхняя          | деревня                      | 158       |
| 3 | Исаево           | деревня                      | 131       |
| 4 | Исаково          | деревня                      | 163       |
| 5 | Малая Кучка      | деревня                      | 4         |